# Olav S. Melin
Martin Olav Selimson Melin, född 23 mars 1950 i Pedersöre, är en finländsk journalist och chefredaktör, bror till Ingvar S. Melin. 
Melin var 1979–82 sekreterare vid Svenska Finlands folkting. Han var 1982–99 chefredaktör för den finlandssvenska Kyrkpressen och därefter för den Stockholmsbaserade Kyrkans Tidning 1999–2004. Åren 2005–08 var han chefredaktör för Kotimaa. Numera är han informationsansvarig vid tankesmedjan Magma.